# آپ‌تاون (پیتسبرگ)
آپ‌تاون (به انگلیسی: Uptown Pittsburgh) یک منطقهٔ مسکونی در ایالات متحده آمریکا است که در پیتسبرگ، پنسیلوانیا واقع شده‌است. (همچنین با نام سابق سوهو و قبل از قرن بیستم به عنوان تپه بوید شناخته می‌شد) این محله در جنوب شرقی ناحیه تجاری مرکز شهر است. از شمال با منطقه هیل همسایه است و از سمت جنوب سراسر رودخانه مونونگاهیلا را در بر می‌گیرد. کد پستی منطقه ۱۵۲۱۹ است.
در این منطقه بیمارستان مرسی و همچنین دانشگاه دوکسن قرار دارد. همچنین شامل یک جامعه مسکونی است که زمانی در نیمه اول قرن بیستم شکوفا شده بود. دفتر آتش‌نشانی آپ‌تاون پیتسبرگ دارای ۴ موتور و ۴ کامیون است. آپ‌تاون ۶٬۶۰۰ نفر جمعیت دارد.